# Даниел Бърбенк
Даниел Кристофър Бърбенк (на английски: Daniel Christopher Burbank) е американски инженер и астронавт на НАСА, ветеран от три космически полета. Има в актива си дълговременен престой на МКС като бордови инженер на Експедиция 29 и командир на Експедиция 30.

## Образование
Даниел Бърбенк завършва колежа Tolland High School в Кънектикът през 1979 г. През 1985 г. получава бакалавърска степен по електроинженерство в Академията на USCG, Ню Лъндън, Кънектикът. През 1990 г. става магистър по аерокосмическо инженерство в университета Embry-Riddle Aeronautical University, Дейтона Бийч, Флорида. През януари 2007 г. става професор по електроинженерство в Академията на USCG.

## Военна кариера
Даниел Бърбенк започва службата си в USCG през 1985 г. От януари 1987 до февруари 1988 г. преминава тренировъчен курс в Пенсакола, Флорида. Завършва с отличие и става пилот на хеликоптер. От юли 1992 г. е инструктор на летателния състав в USCG. По време на службата си има над 4000 полетни часа и 1800 мисии, от които повече от 300 са реални издирвателни и спасителни операции.

## Служба в НАСА
Даниел Бърбенк е избран за астронавт от НАСА на 1 май 1996 г., Астронавтска група №16. Преминава пълен двегодишен курс на обучение по програмите Спейс шатъл и МКС. Взема участие в три космически полета и има дълговременен престой на МКС. Има в актива си една космическа разходка с обща продължителност 7 часа и 11 минути.

### Космически полети
| Космически полети на Даниел Кристофър Бърбенк                     | Космически полети на Даниел Кристофър Бърбенк | Космически полети на Даниел Кристофър Бърбенк       | Космически полети на Даниел Кристофър Бърбенк                                | Космически полети на Даниел Кристофър Бърбенк | Космически полети на Даниел Кристофър Бърбенк | Космически полети на Даниел Кристофър Бърбенк |
| №                                                                 | Дата                                          | КК                                                  | Функции                                                                      | Продължителност                               |                                               |                                               |
| ----------------------------------------------------------------- | --------------------------------------------- | --------------------------------------------------- | ---------------------------------------------------------------------------- | --------------------------------------------- | --------------------------------------------- | --------------------------------------------- |
| 1                                                                 | 8 септември 2000                              | „Атлантис“, мисия STS-106                           | Специалист на мисията                                                        | 11 денонощия 19 часа 12 мин. 15 сек.          |                                               |                                               |
| 2                                                                 | 9 септември 2006                              | „Атлантис“, мисия STS-115                           | Специалист на мисията                                                        | 11 денонощия 19 часа 06 мин. 35 сек.          |                                               |                                               |
| 3                                                                 | 14 ноември 2011                               | „Союз ТМА-22“, Експедиция 29 / Експедиция 30 на МКС | Бордови инженер, Бордови инженер на Експедиция 29, Командир на Експедиция 30 | 165 денонощия 07 часа 31 мин.                 |                                               |                                               |
| Сумарно време в космоса – 188 денонощия 21 часа 49 минути 50 сек. |                                               |                                                     |                                                                              |                                               |                                               |                                               |

## Награди
- Медал за отлична служба (2);
- Легион за заслуги;
- Въздушен медал;
- Медал за похвала на USCG (2);
- Медал за заслуги на USCG;
- Медал за служба в националната отбрана;
- Медал на НАСА за изключителна служба;
- Медал на НАСА за участие в космически полети (2).